# Semana valdiviana

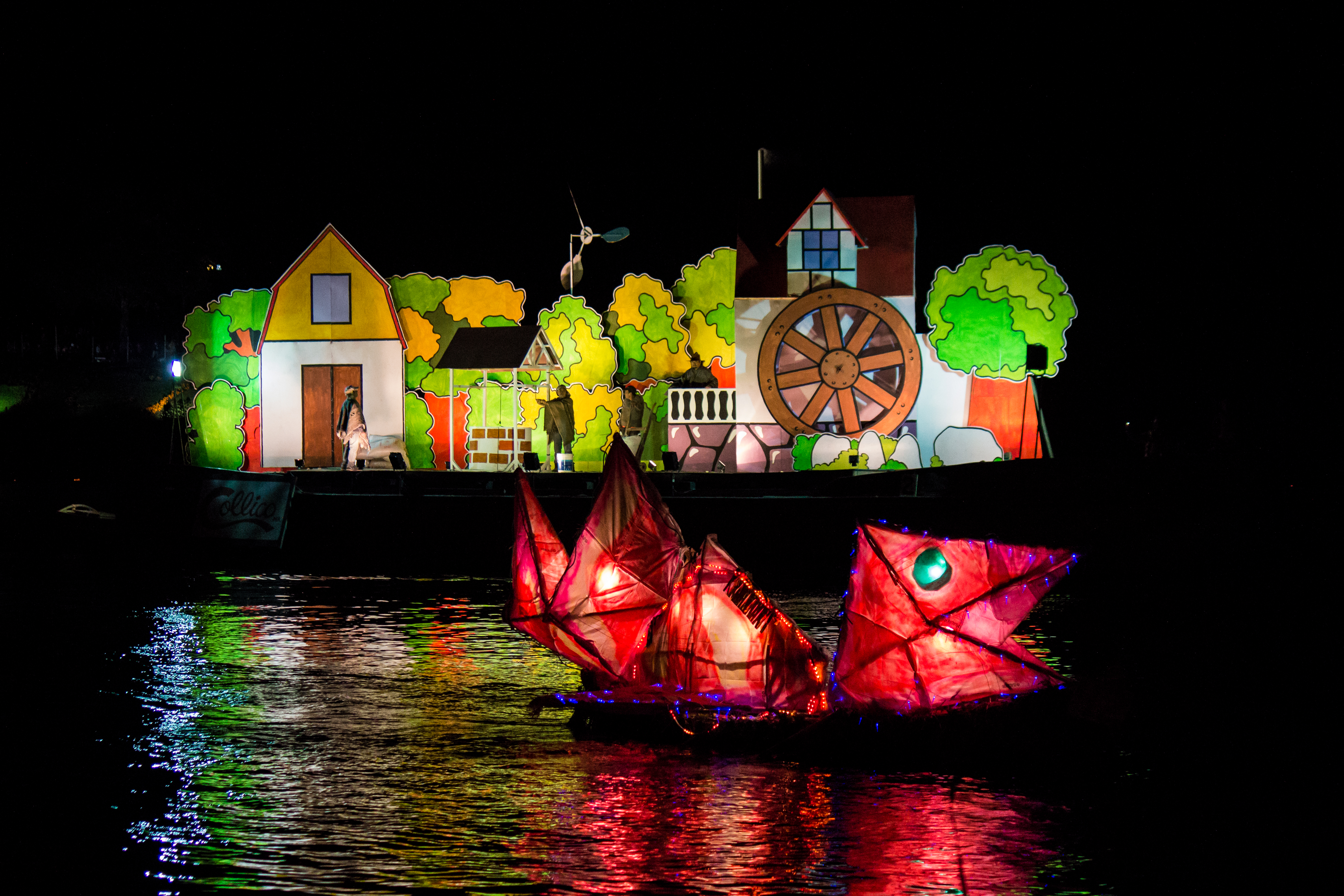
Noche Valdiviana

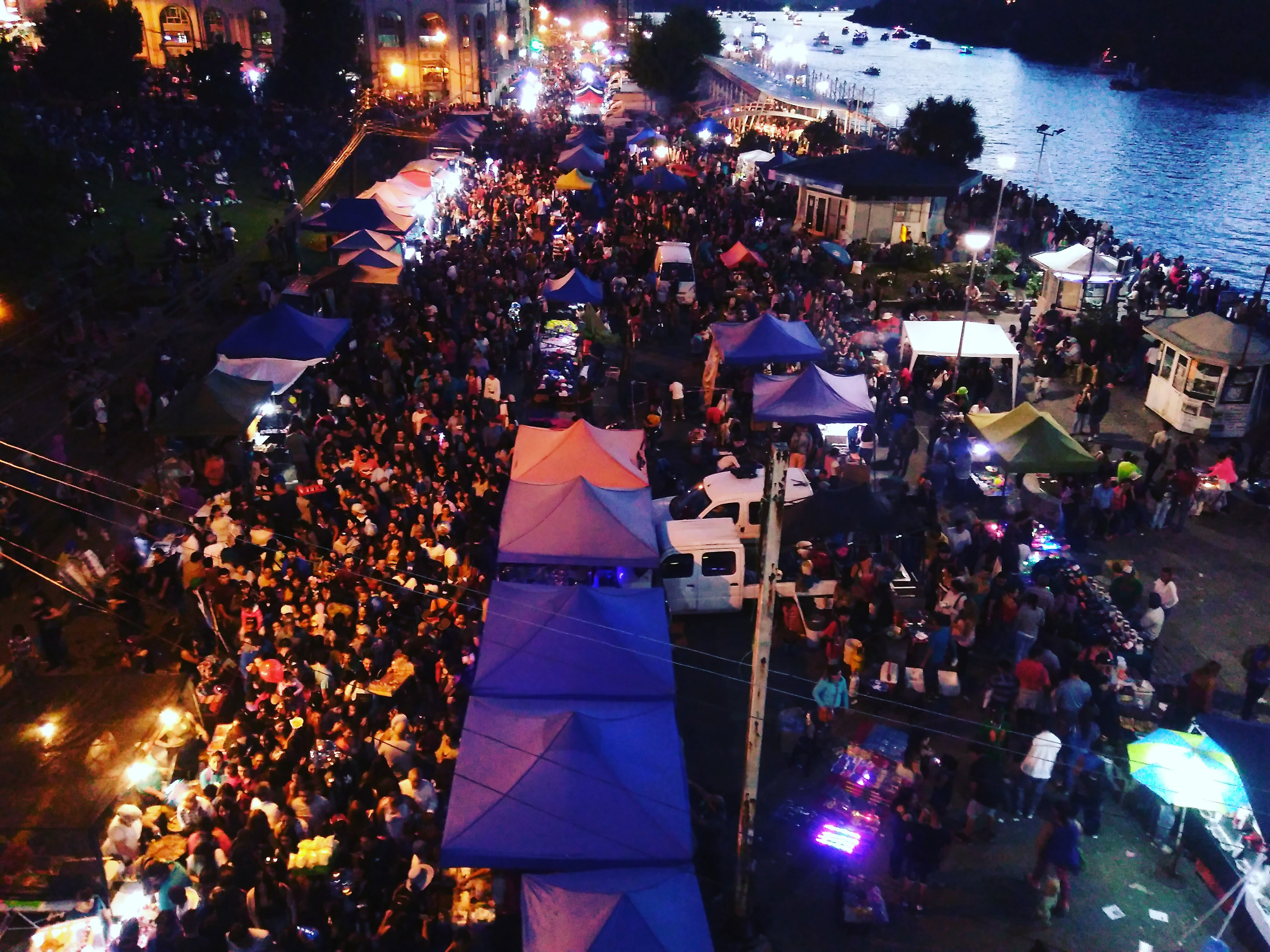
gran congregación de gente en costanera de valdivia

La semana valdiviana es una actividad realizada en honor del aniversario de la ciudad de Valdivia. Está enmarcada en las actividades de verano en dicha ciudad.

## Historia
Comienza justo en la fecha de fundación de Valdivia, el 9 de febrero de 1552, con una manifestación cívico-militar, seguida de actividades deportivas, culturales, entre otras. 
Esta celebración se caracteriza por un desfile alegórico de embarcaciones mayores, la cual es una tradición desde el siglo XVII, luego de una protesta de parte de los colonos en contra de la Administración Española, salen en barcos desde el río Calle-Calle, a protestar; volviéndose esto una tradición que ha perdurado en los años .

## Actividades
Una de las actividades más importantes es la Feria Artesanal e instalación de Juegos Mecánicos, en el Centro Ferias Parque Saval, que está ubicado en el sector de Isla Teja, el cual comienza el 9 de febrero, y culmina el domingo después de la noche Valdiviana. 
Otras actividades también se realizan en la plaza de Valdivia.

### Noche valdiviana
Consiste en un desfile de embarcaciones mayores y menores engalanadas temáticamente. Culmina con un gran espectáculo de fuegos artificiales sobre el río Calle-Calle.
Se desarrolla durante la última semana del mes de febrero, el sábado, siendo la actividad de culminación de la Semana valdiviana.

### Elecciones Reina de los Ríos
El concurso de belleza Reina de los Ríos se creó en 1917, y se realiza anualmente desde 1930.
Las elecciones son en el mes de enero. Posteriormente, en el desfile de embarcaciones, la reina es llevada en una embarcación donde también van otras categorías como la Virreina de los ríos y Dama de Honor.